# Helen Wagner
Helen Wagner (Lubbock (Texas), 3 september 1918 - New York, 1 mei 2010) was een Amerikaans actrice.
Ze speelde Nancy Hughes in de soapserie As the World Turns sinds de start van de serie in 1956, met slechts een paar onderbrekingen.
Haar rol zou gelden als de langstlopende televisierol, ware het niet dat ze enkele pauzes heeft genomen, zowel vrijwillig als onvrijwillig. Na zes maanden in de rol van Nancy werd ze ontslagen door de bedenker van de serie, Irna Phillips. Nadat een overeenstemming werd bereikt over haar terugkomst deed Irna dat met tegenzin.
Wagner verliet de serie nogmaals begin jaren tachtig. Toenmalig producent Mary-Ellis Bunim wilde de serie een andere richting opsturen; de serie stond niet meer bovenaan de kijkcijferlijst, en Bunim wilde een jonger publiek bereiken door de Hughes familie minder te belichten. Wagner en co-ster Don MacLaughlin verlieten de serie na een meningsverschil in de pers. Ze keerde terug naar de rol in 1985. Na vele jaren weinig tot geen rol van betekenis te hebben gespeeld keerde ze terug met een centrale rol in een verhaallijn in 2004, draaiend om het huwelijk tussen haar kleinzoon en tiener Alison Stewart (Jessica Dunphy).
Hoewel ze haar rol meer dan vijftig jaar heeft gespeeld, heeft ze nooit een Daytime Emmy Award gewonnen voor haar werk. Ze kreeg uiteindelijk een Lifetime Achievement Award voor haar rol in mei 2004.